# 岡本顕逸
岡本 顕逸（おかもと けんいつ、生没年不詳）は、戦国時代の武将。常陸国の戦国大名佐竹氏の家臣で、岩城氏に仕えていた。岡本禅哲の子。母は小山秀綱の娘といわれている。常陸国太田松山館主。名は良哲とも。号は好雪斎。

## 来歴
佐竹義重と佐竹義宣の父子に仕え、父同様に外交面で活躍した。1590年、義重の三男で義宣の弟である岩城貞隆が岩城氏に養嗣子として入ると、顕逸は貞隆の補佐として岩城氏の政務を取り仕切った。しかし、間も無く病のために家督を子の岡本宣綱（如哲）に譲って京都へ上り隠居。まもなく没した。